# Sandanski
Sandanski (Bulgaars: Сандански, voorheen bekend als Sveti Vratsj, Bulgaars: Свети Врач, tot 1947) is een stad in het zuidwesten van Bulgarije in het oblast Blagoëvgrad. De stad is vernoemd naar de revolutionair Yane Sandanski van de Binnenlandse Macedonische Revolutionaire Organisatie en ligt in een vallei aan de voet van het Piringebergte, langs de oevers van de rivier Sandanska Bistritsa. Sandanski ligt ongeveer 20 kilometer van de Bulgaars-Griekse grens en 100 kilometer van de Egeïsche zee.
De stad heeft een handige locatie langs de E79, een mild tot warm klimaat met een jaargemiddelde van ongeveer 14,7°C de warmste plaats van Bulgarije en een hoge concentratie van warmwaterbronnen, waardoor het een zeer populaire bestemming is voor relaxatie en recreatie.

## Geografie
Sandanski bevindt zich in de Sandanski-Petritsj-vallei, omringd door de Pirin, Belasica, Ogragden en andere kleinere bergketens. De stad ligt 160 kilometer ten zuiden van Bulgarije's hoofdstad Sofia langs de belangrijke Europese snelweg E79 (nationale weg I-1). Langs dezelfde route op ongeveer dezelfde afstand ligt Thessaloniki, de tweede grootste stad van Griekenland.
Sandanski heeft zich ontwikkeld op de buitenste, zuidwestelijke flanken van het Piringebergte langs de onderste regionen van de rivier Sandanska Bistritsa.
De stad ligt op 240 tot 300 meter hoogte. De geografische ligging tussen Kresna en Rupel Gorges zorgt voor milde wintertemperaturen. Statistisch gezien heeft Sandanski de warmste temperaturen van Bulgarije met een totaal van ongeveer 2500 tot 2700 zonne-uren per jaar.
Op een korte afstand van Sandanski ligt Melnik dat in bevolkingsomvang de kleinste stad in Bulgarije is. Het is een aantrekkelijke toeristische bestemming vanwege de authentieke architectuur en de wijnproductie. In de onmiddellijke nabijheid ligt het dorp Rozhen en het klooster van Rozhen.

## Klimaat
Sandanski ligt op de noordergrens van het mediterraan landklimaat. Zomers zijn heel warm en droog met occasionele onweersbuien en gedurende hittegolven kan de temperatuur 40°C overstijgen, tot 45°C, de hoogste temperatuur ooit gemeten. Winters zijn vochtig en relatief mild, maar er is een grote variatie tussen jaren heen waarbij ook hevige sneeuw en temperaturen onder -15°C mogelijk blijven. De laagste temperatuur ooit gemeten is -21°C. Winters duren ongeveer drie maanden, van december tot februari, waarbij de lente en herfst ongeveer elk twee maand duren. De zomer is het langste seizoen in Sandanski en duurt 4 maanden - van begin juni tot eind september. Juli tot september is de droogste periode terwijl oktober tot december de natste periode is.
| Maand                       | jan  | feb | mrt  | apr  | mei  | jun  | jul  | aug  | sep  | okt  | nov  | dec | Jaar |
| --------------------------- | ---- | --- | ---- | ---- | ---- | ---- | ---- | ---- | ---- | ---- | ---- | --- | ---- |
| Gemiddeld maximum (°C)      | 6,0  | 9,1 | 13,4 | 19,5 | 24,4 | 28,3 | 31,3 | 31,4 | 27,2 | 20,7 | 13,8 | 8,0 | 19,1 |
| Gemiddelde temperatuur (°C) | 2,1  | 4,5 | 8,2  | 13,6 | 18,3 | 22,1 | 24,9 | 24,7 | 20,6 | 14,6 | 9,4  | 4,2 | 13,9 |
| Gemiddeld minimum (°C)      | −1,5 | 0,1 | 3,0  | 7,5  | 11,8 | 15,2 | 17,5 | 17,2 | 13,8 | 9,2  | 5,4  | 0,7 | 7,4  |
|                             |      |     |      |      |      |      |      |      |      |      |      |     |      |
| Neerslag (mm)               | 44   | 39  | 39   | 44   | 52   | 49   | 34   | 26   | 30   | 52   | 67   | 53  | 533  |
| Zonuren (uur/dag)           | 4,0  | 5,3 | 6,5  | 6,8  | 8,9  | 10,5 | 11,5 | 10,9 | 8,2  | 6,3  | 4,8  | 3   | 7,2  |

| Maand                       | jan | feb | mrt | apr | mei | jun | jul | aug | sep | okt | nov | dec | Jaar |
| --------------------------- | --- | --- | --- | --- | --- | --- | --- | --- | --- | --- | --- | --- | ---- |
| Gemiddeld maximum (°C)      | 8   | 11  | 15  | 21  | 27  | 30  | 34  | 34  | 28  | 22  | 16  | 10  | 21   |
| Gemiddelde temperatuur (°C) | 3   | 6   | 10  | 15  | 20  | 24  | 27  | 27  | 22  | 16  | 11  | 6   | 15,5 |
| Gemiddeld minimum (°C)      | 0   | 2   | 5   | 9   | 13  | 17  | 19  | 19  | 15  | 11  | 6   | 2   | 10   |
|                             |     |     |     |     |     |     |     |     |     |     |     |     |      |
| Neerslag (mm)               | 44  | 40  | 50  | 40  | 46  | 54  | 27  | 30  | 51  | 62  | 42  | 54  | 541  |

## Bevolking
In 2006 telde Sandanski 26.905 inwoners.
In februari 2011 telde Sandanski 40.470 inwoners in het stedelijk gebied waarvan 28.510 in de stad zelf.

## Gemeente

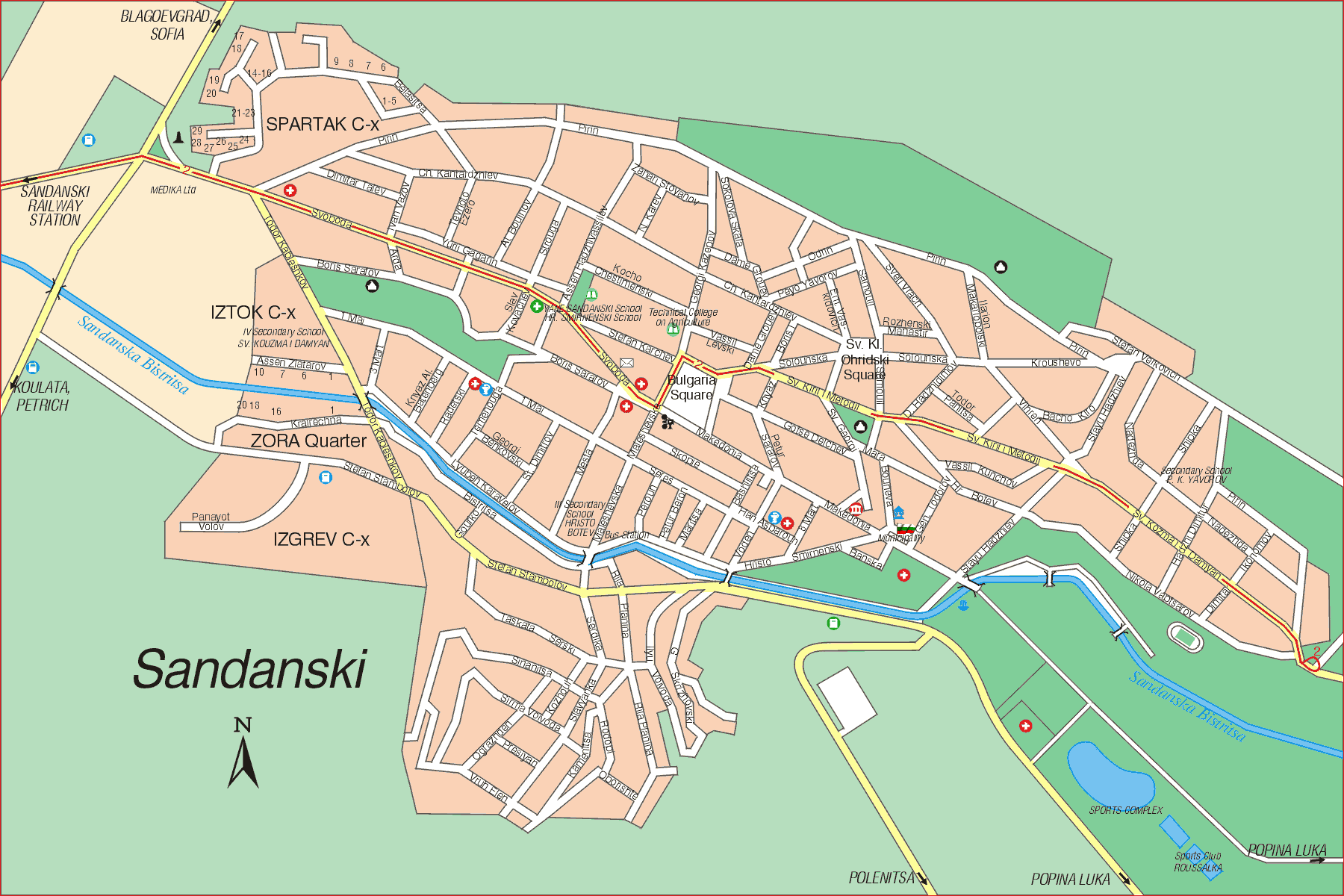
Kaart van Sandanski

De stad Sandanski is de hoofdplaats van de gemeente Sandanski (deel van de oblast Blagoëvgrad). De gemeente bestaat uit de volgende 54 plaatsen:
| - Belevehchevo - Belyovo - Bozhdovo - Chereshnitsa - Damyanitsa - Debrene - Doleni - Dzhigurovo - Golem Tsalim - Goleshovo - Gorna Sushitsa - Gorno Spanchevo - Harsovo - Hotovo - Hrasna - Kalimantsi - Karlanovo - Katuntsi | - Kashina - Kovachevo - Krastiltsi - Ladarevo - Laskarevo - Lebnitsa - Lehovo - Levunovo - Leshnitsa - Lilyanovo - Lozenitsa - Lyubovishte - Lyubovka - Malki Tsalim - Melnik - Novo Delchevo - Novo Hodzhovo - Petrovo | - Piperitsa - Pirin - Ploski - Polenitsa - Rozhen - Sandanski - Sklave - Spatovo - Stozha - Struma - Sugarevo - Valkovo - Vinogradi - Vihren - Vranya - Yanovo - Zlatolist - Zornitsa |

## Eerbetoon
Sandanski Point op Livingston (onderdeel van de Zuidelijke Shetlandeilanden, Antarctica) is genoemd naar de stad Sandanski.

## Galerij

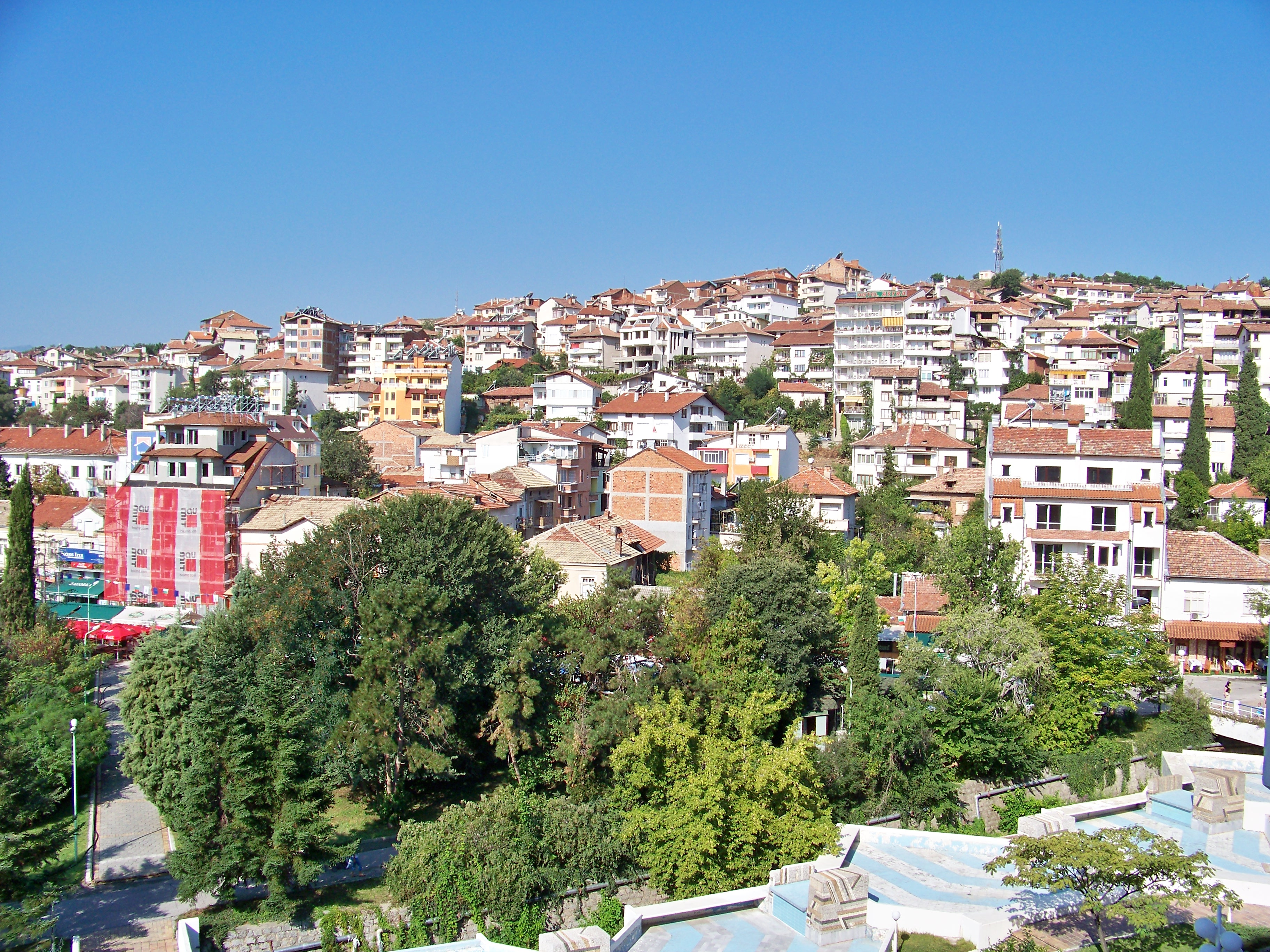
Sandanski, stad en recreatiecentrum
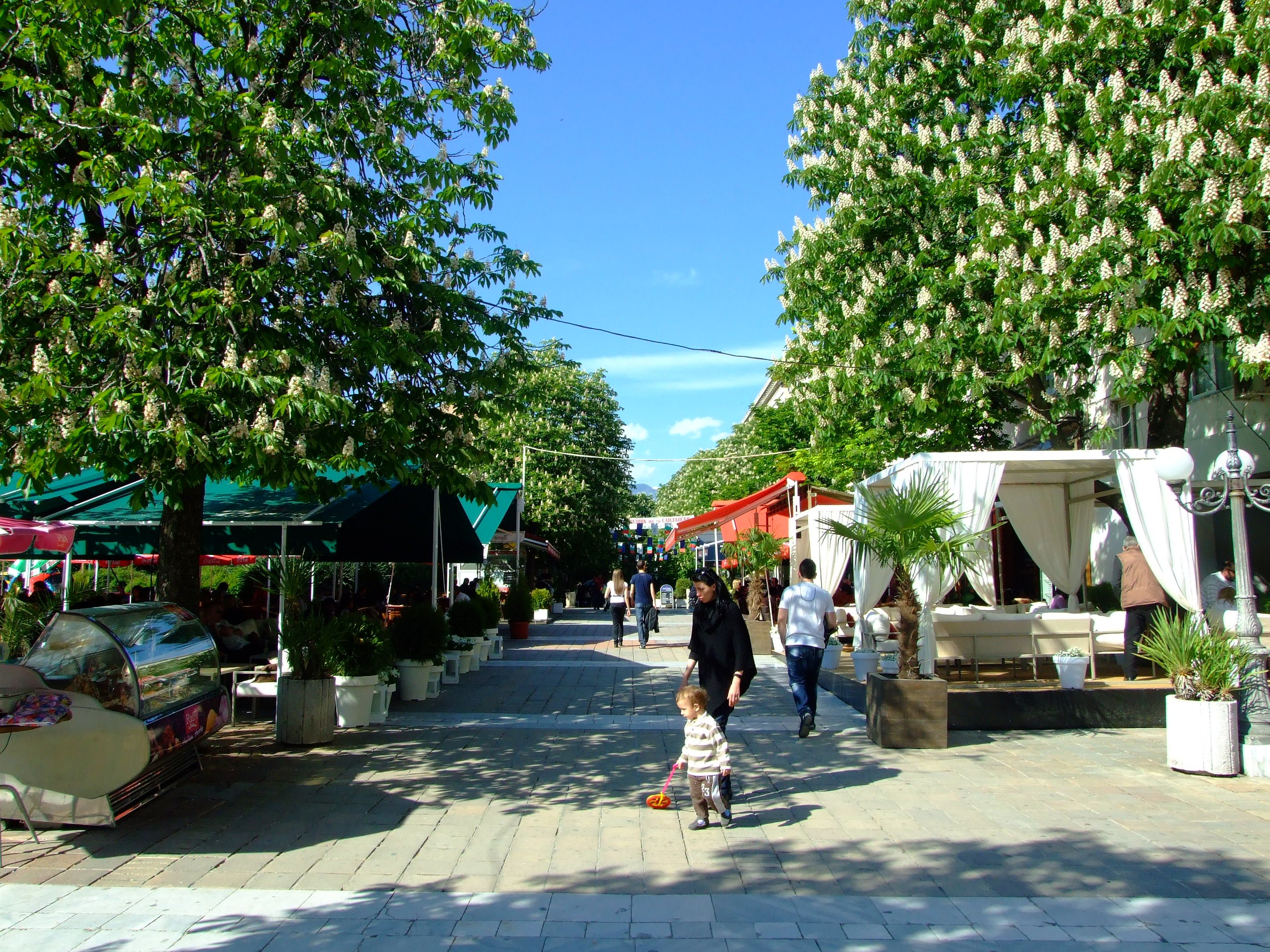
Straat in het centrum van Sandanski
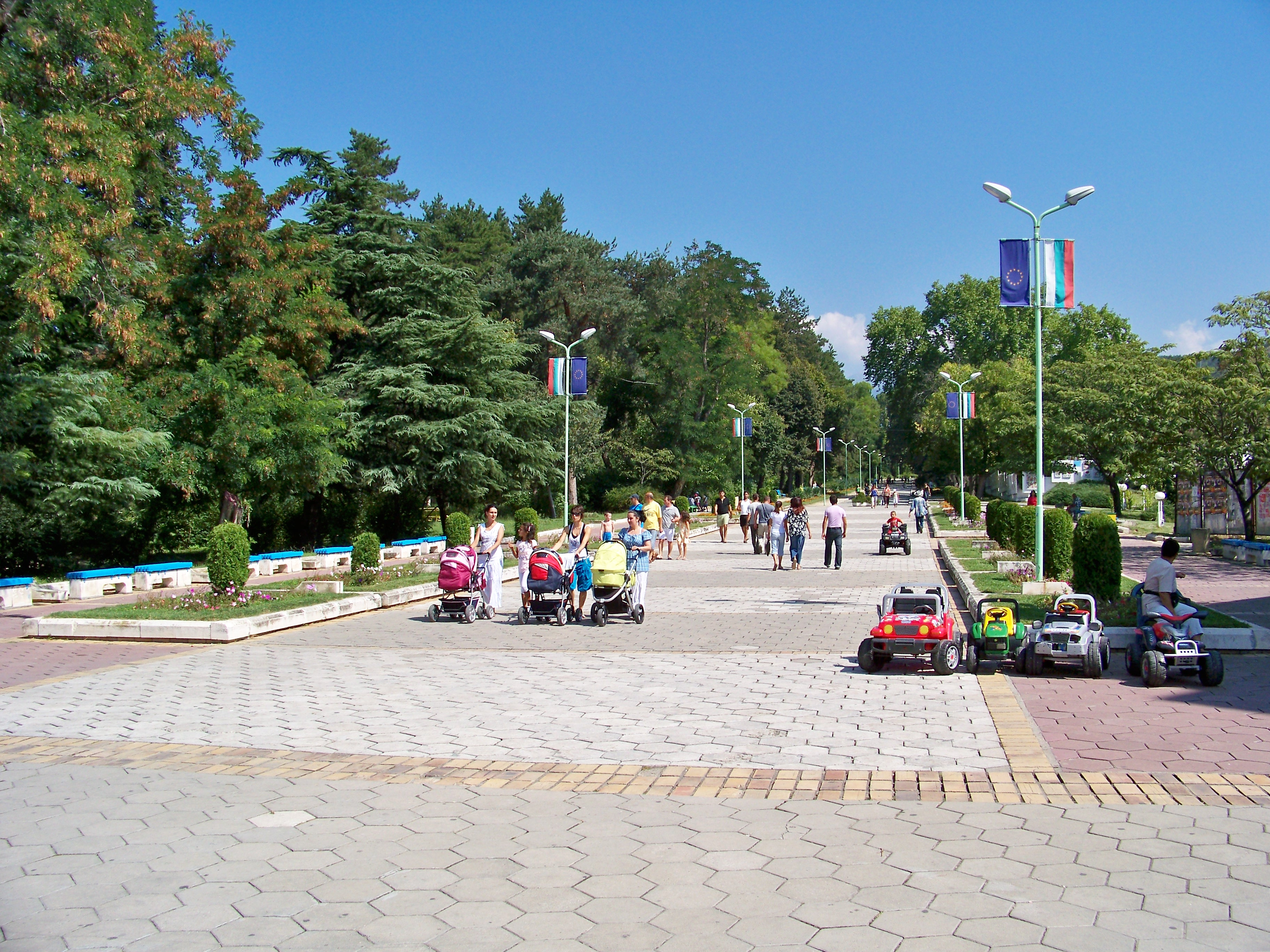
Het park van Sandanski, 28 augustus 2009
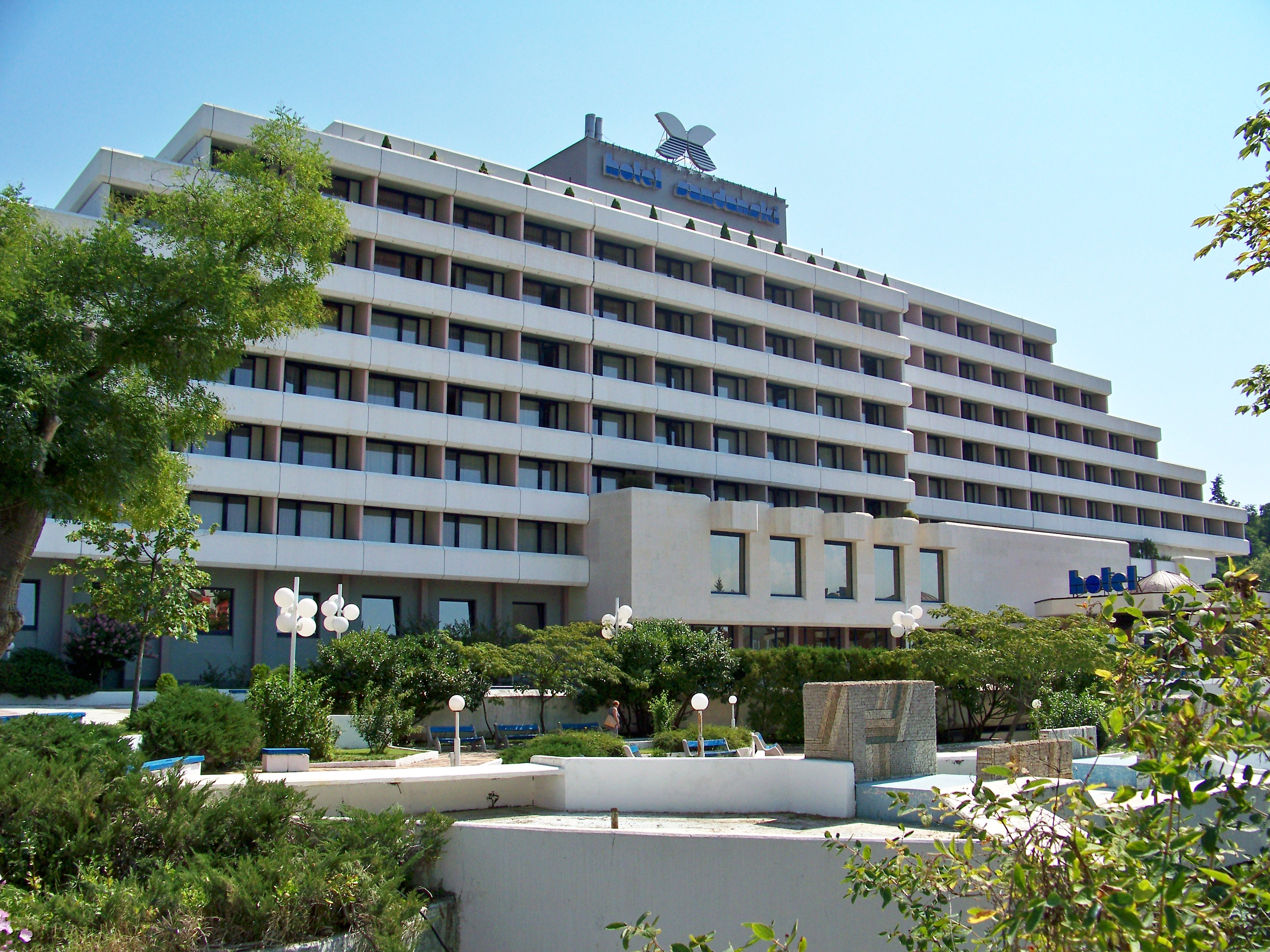
Hotel Sandanski, 28 augustus 2009